# Шаймарданов, Дамир Эдуардович
Дамир Эдуардович Шаймарданов (2 августа 1998 — 30 апреля 2022) — российский военнослужащий, гвардии старший лейтенант, Герой Российской Федерации (посмертно).

## Биография
Изначально обучался в школе № 29 (г. Йошкар-Ола), затем перевелся на обучение в кадетский корпус гимназии № 4 им. А. С. Пушкина (Йошкар-Ола), окончил его в 2016 году.
В Вооружённых Силах Российской Федерации с 2016 года.
В 2020 году окончил Казанское высшее танковое командное училище.
С января 2022 года в звании старшего лейтенанта командовал танковой ротой 488 мотострелкового полка 144-й гвардейской мотострелковой дивизии.
Погиб 30 апреля 2022 года в ходе вторжения России на Украину — близ города Изюм Харьковской области Украины в боях за село Долгенькое.
Медаль «Золотая Звезда» Героя России родственникам Шаймарданов на площади Воинской Славы в Йошкар-Оле вручил глава республики Марий Эл Зайцев Ю. В.

## Награды
- Герой Российской Федерации (26.05.2022, посмертно);
- Орден Мужества (2022, посмертно)[3].

## Память
- Имя Дамира Шаймарданова присвоено средней общеобразовательной школе № 29 города Йошкар-Олы Республики Марий Эл[4][5][6] 1 сентября 2022 года на здании школы была установлена памятная доска[5][6][4].
- 30 октября 2022 года в воинской части в Брянской области открыли мемориал в честь Дамира Шаймарданова[7].